# Łukasz Jarmuła
Łukasz Jarmuła (ur. 10 listopada 1998 w Warszawie) – polski szachista, arcymistrz od 2021 roku.

## Kariera szachowa
Udział w zawodach szachowych zaczął od startu w indywidualnych mistrzostwach Polski juniorów w 2010 w Wiśle, gdzie zajął 6. miejsce. Czterokrotnie zdobył medale mistrzostw Polski juniorów: złoty w Szczyrku 2013 (do 16 lat), srebrny w Jastrzębiej Górze w 2014 (do 16 lat), srebrny w Karpaczu w 2015 (do 18 lat) i złoty Szklarskiej Porębie w 2016 (do 18 lat).
Był pięciokrotnym medalistą mistrzostw Polski juniorów w szachach szybkich srebrne medale: (Warszawa 2010 – do lat 12, Warszawa 2012 – do lat 14, Wrocław 2014 – do lat 16, Katowice 2015 – do lat 18 i Koszalin 2016 – do lat 18) oraz pięciokrotnym medalistą mistrzostw Polski juniorów w szachach błyskawicznych (w tym mistrzem Polski: Warszawa 2012 – do 14 lat, Wrocław 2014 – do 16 lat). Reprezentował Polskę na mistrzostwach świata juniorów (5 razy), na mistrzostwach Europy juniorów (2 razy), najlepszy wynik uzyskując w 2016 w Pradze (4. m. na MŚJ do lat 18). Ma na swoim koncie jedno zwycięstwo turniejowe: 2011 w Warszawie (97th YMCA Autumn 2011-B).
Najwyższy ranking w dotychczasowej karierze osiągnął 1 lipca 2018, z wynikiem 2512 punktów.

## Osiągnięcia
Indywidualne mistrzostwa Polski:
- Warszawa 2017 – X m[5].

Drużynowe mistrzostwa Polski:
- Liga zjazdowa 2018 – złoty medal[6]

Indywidualne mistrzostwa świata juniorów:
- Al-Ajn 2013 – XLIX m.
- Porto Karas 2015 – XXXVII m.
- Chanty-Mansyjsk 2016 – XI m.
- Tarvisio 2017 – LVI m.
- Gebze 2018 – LXXIII m.

Indywidualne mistrzostwa Europy juniorów:
- Batumi 2014 – XXVI m.
- Praga 2016 – IV m.

Indywidualne mistrzostwa Polski juniorów:
- Wisła 2010 – VI m
- Szczyrk 2013 – złoty medal
- Jastrzębia Góra 2014 – srebrny medal
- Karpacz 2015 – srebrny medal
- Szklarska Poręba 2016 – złoty medal

Drużynowe mistrzostwa Polski juniorów:
- Ustroń 2010 – złoty medal[7]
- Ustroń 2011 – srebrny medal[8]
- Suchedniów 2012 – srebrny medal[9]
- Karpacz 2013 – brązowy medal[10]
- Masłów Pierwszy 2014 – srebrny medal[11]
- Suchedniów 2016 – srebrny medal[12]

Wybrane sukcesy w innych turniejach:
- 2011 – I m. w Warszawie (97th YMCA Autumn 2011-B)
- 2012 – dz. II m. w Warszawie (Cztery Pory Roku 2012/13, I turniej)
- 2014 – dz. II m. w Milanówku
- 2015 – dz. II m. w Warszawie (Cztery Pory Roku 2015/16, II turniej)
- 2016 – II m. w Łazach (Perła)
- 2018 – dz. III m. w Erywaniu (A.Margaryan Memorial)
- 2020 – II m. w Górze Świętej Anny (open A)
- 2022 – II m. w Krakowie (Cracovia 2021/22, open A)
- 2023 – dz. II m. w Ostrawie (Ostravský koník 2023 Open A)[13]